# HOVレーン

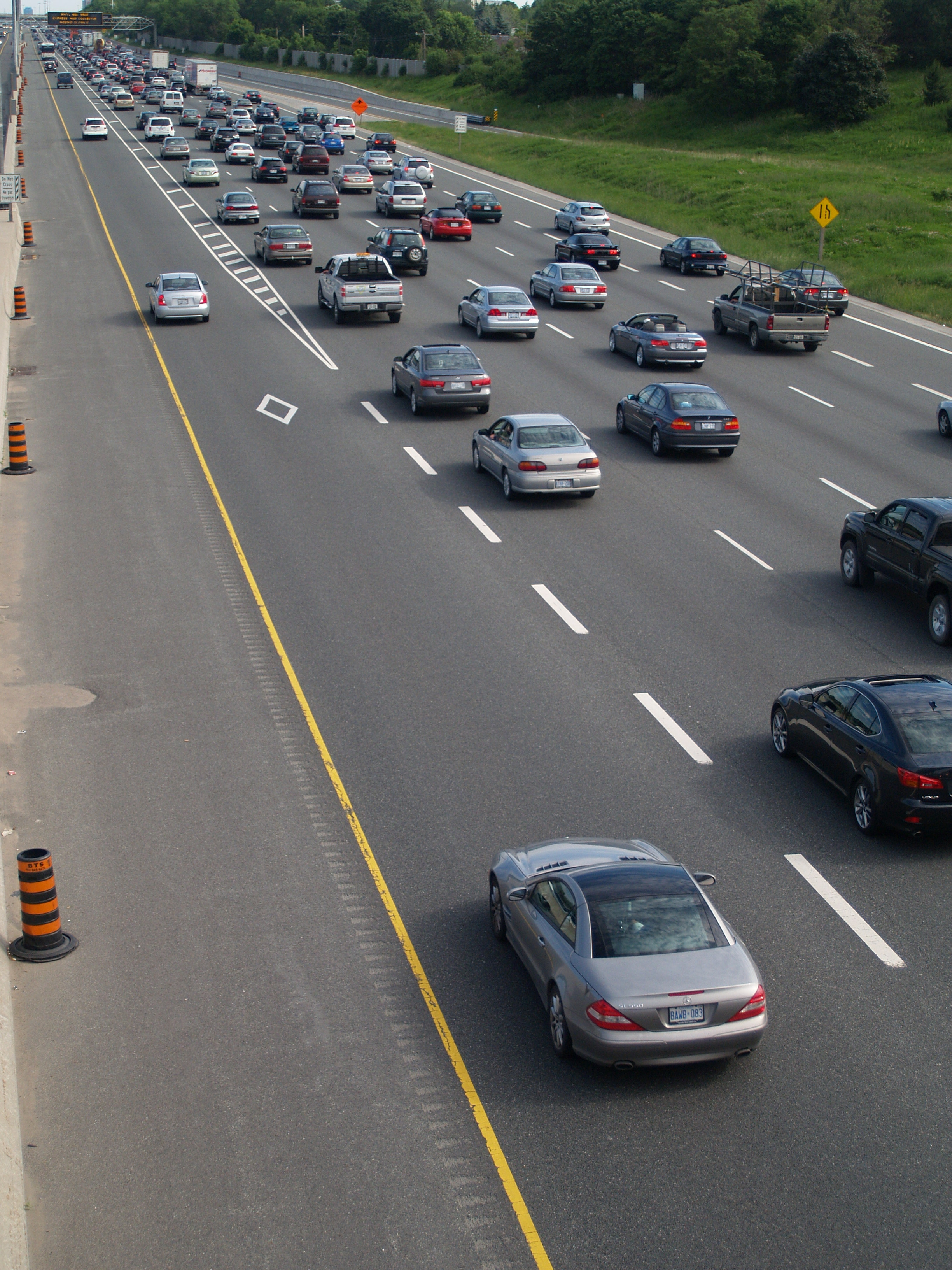
en:Ontario Highway 404のHOVレーン

HOVレーンとは、high-occupancy vehicle laneの略で、規定人数以上が搭乗している車のみ走行可能な車線のこと。カープールレーンと呼ばれることもある。

## 概要
交通需要マネジメント（TDM）の中でも自動車利用の効率化にHOVレーンの目的がある。
相乗りを推進することで走行する車の数を減らし、渋滞緩和と排出ガス削減を狙った制度。地域によっては、電気自動車やハイブリッド車など、環境にやさしい車種は規定人数を満たしていなくても走行を認められる場合もある。
日本では諸外国と比べ交通が過密で、乗車人数がより多い路線バスを優先させる政策の方が現実的であるためHOVレーンが導入されていない。